# 季马·比兰
季马·比兰（俄語：Дима Билан，1981年12月24日—），原名维克托·尼古拉耶维奇·别兰（Ви́ктор Никола́евич Бела́н），俄罗斯流行歌手，曾在2006年和2008年两度代表俄罗斯参加欧洲歌唱大赛，分别获得第2名和第1名。在2012年欧洲歌唱大赛中也曾作为嘉宾登场表演。
季马·比兰曾参与大型闯关游戏栏目《城市之间》国际版（"Intervilles international"），并在节目中演唱了歌曲《相信》。